# Flechtensäuren

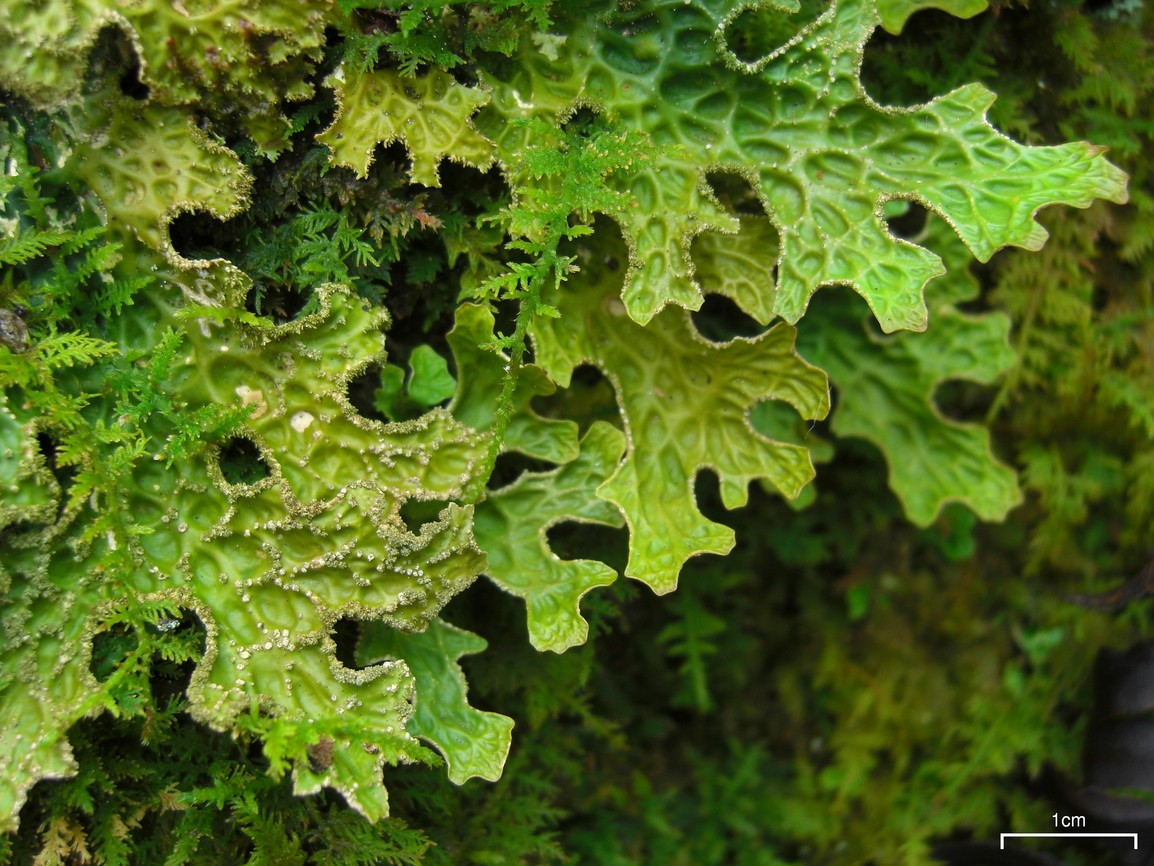
Lungenflechte (Lobaria pulmonaria)

Flechtensäuren sind eine für die Organismengruppe der Flechten charakteristische Art organisch-chemischer Naturstoffe verschiedener Struktur wie Depside, Depsidone und Depsone von Phenolcarbonsäuren (z. B. Derivate des Orcins oder Dibenzofuranverbindungen). Wegen antibiotischer Wirkungen werden Flechtensäuren teils arzneilich genutzt.